# Гејџ (Оклахома)
Гејџ (енгл. Gage) град је у америчкој савезној држави Оклахома.

## Демографија
По попису из 2010. године број становника је 442, што је 13 (3,0%) становника више него 2000. године.
| Група             | 2000.       | 2010.       |
| Белци             | 408 (95,1%) | 400 (90,5%) |
| Афроамериканци    | 0 (0,0%)    | 2 (0,5%)    |
| Азијати           | 4 (0,9%)    | 3 (0,7%)    |
| Хиспаноамериканци | 11 (2,6%)   | 16 (3,6%)   |
| Укупно            | 429         | 442         |